# Lejía

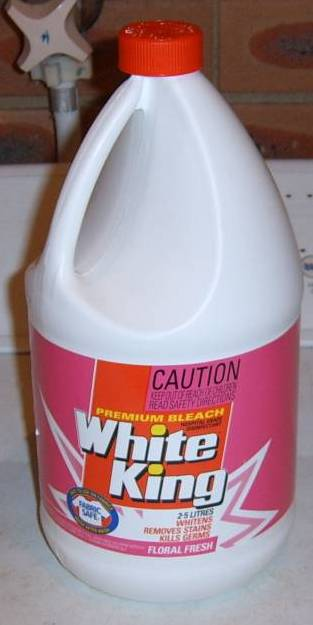
Botella de lejía.

La lejía, también conocida como lavandina, es el nombre dado a diferentes sustancias que, en disolución acuosa, son un fuerte oxidante y que suelen utilizarse como desinfectante (eficaz contra hongos y bacterias), como decolorantes y en general como solventes de materias orgánicas. El elemento cloro es la base de los blanqueadores más utilizados, por ejemplo, la solución de hipoclorito de sodio, que en disolución acuosa solo es estable en pH básico. Al acidular en presencia de cloruro libera cloro elemental, que en condiciones normales se combina para formar el gas dicloro, que es sumamente tóxico.
Ventajas de la lejía: 
- amplio espectro bactericida
- bajo coste económico[2]

Desventajas: 
- corrosivo para algunos metales
- inestable (pierde efectividad con el tiempo), se ve afectado por factores como luz y calor
- se inactiva por sustancias orgánicas
- en contacto con amoníaco formará cloramina, un gas muy tóxico.[3]

## Historia de los blanqueadores
El proceso de blanqueo se conoce desde hace miles de años, y la forma más temprana concernió a la difusión de tejidos y telas sobre un campo de blanqueo sometidos a la acción del sol y el agua. Los blanqueadores modernos resultaron del trabajo de científicos del siglo XVIII, entre ellos el químico sueco Carl Wilhelm Scheele —que descubrió el cloro— y los franceses Claude Louis Berthollet (1748–1822) —que reconoció que el cloro podía usarse para blanquear telas y que hizo el primer hipoclorito de sodio (Eau de Javel, o agua de Javel)— y Antoine Germain Labarraque —que descubrió la capacidad de desinfección de los hipocloritos—. El químico e industrial escocés Charles Tennant  produjo por primera vez una solución de hipoclorito de calcio, luego hipoclorito de calcio sólido (blanqueador en polvo).
Louis Jacques Thénard produjo por primera vez peróxido de hidrógeno en 1818 por reacción del peróxido de bario con ácido nítrico. El peróxido de hidrógeno se utilizó por primera vez para el blanqueo en 1882, pero no llegó a ser comercialmente importante hasta después de 1930. El perborato de sodio fue lanzado a principios del siglo XX, pero no se hizo popular en América del Norte hasta la década de 1980. Ha sido sustituido por productos industriales, tales como el hidróxido de sodio, el carbonato de sodio y el bicarbonato de sodio. 
Se utiliza generalmente como una mezcla de sodio y agua (en un 2 % al 2,5 % de hipoclorito de sodio) y se considera una solución acuosa.
Actualmente se prefiere el uso del hipoclorito de sodio en lugar del gas cloro en el tratamiento de agua debido a las preocupaciones de seguridad de transporte y manipulación, lo que representa un mercado de importante expansión potencial.

## Nombres vernáculos
| Nombre                                                                    | Región |
| ------------------------------------------------------------------------- | --- |
| agua jane agua de Jane (se pronuncia /xáne/, y no como en inglés, /yéin/) | Argentina (en desuso) Uruguay |
| agua de javel                                                             | traducción en desuso proveniente del francés Eau de Javel |
| cloro                                                                     | México Guatemala Perú Honduras Nicaragua Costa Rica Panamá Cuba República Dominicana Puerto Rico Venezuela Colombia Ecuador Chile Paraguay Argentina (en pastillas) Uruguay (en pastillas) España (en pastillas) |
| lavandina                                                                 | Bolivia Paraguay Argentina Uruguay |
| Portalina®                                                                | Uruguay |
| lejía                                                                     | El Salvador Cuba Venezuela (en desuso) Perú Bolivia (zona oriental) Argentina (en desuso) España (en líquido) Guinea Ecuatorial Estados Unidos                                                                   |
| licor de Labarraque                                                       | México (en desuso) |
| blanqueador                                                               | México Colombia |
| límpido®                                                                  | Colombia (marca registrada de Clorox Company) |
| Barechina                                                                 | Colombia (en desuso) |

## Toxicidad
La CEE (Comunidad Económica Europea) clasifica las lejías en función de la concentración de hipoclorito sódico que contengan, siendo así:
- menor del 5% de hipoclorito sódico: no irritantes
- entre 5 y 10% de hipoclorito sódico: irritantes
- mayor del 10% de hipoclorito sódico: cáustico.

En la actualidad la reglamentación vigente de las lejías de uso doméstico establece que las concentraciones de hipoclorito sódico sean del 3,15 al 6,3% (20 y 60 g Cl activo/L de producto), de modo que no causen reacciones cáusticas. Cuando se superan las concentraciones del 10%, se habla de lejías de uso no doméstico.

### Epidemiología
Existe información limitada de las tendencias estadísticas sobre el envenenamiento mundial por hipoclorito de sodio. En Estados Unidos, los datos del centro de control de intoxicaciones demuestran que las consultas sobre este producto oscilan entre las 43.000 y 46.000 al año durante el periodo de 2012 al 2016.

### Mecanismo de toxicidad
El hipoclorito de sodio es un oxidante debido al pH de la solución, provocando corrosión al entrar en contacto con las membranas mucosas de la piel.
El mecanismo general de los oxidantes es su capacidad para introducir átomos de oxígeno, sulfuro o halógeno. 
Es decir, el poder germicida de estos agentes oxidantes en general se debe a su capacidad de ceder oxígeno, provocando que muchas proteínas enzimáticas se inactiven, y, así, es como se ataca a virus y bacterias.

#### La lejía como álcalis
Al ser un álcalis, cuanto más básica sea, mayor será la importancia de las lesiones que produzca en el organismo, como por ejemplo necrosis por licuefacción (el tejido se convierte en una masa líquida viscosa), saponificación de grasas o desnaturalización de proteínas. También puede provocar retención de líquidos o trombosis en algunos capilares.

### Daños producidos por la lejía
Los daños que se producen en el organismo pueden ser variables en función de la vía y tiempo de exposición (ingestión, por contacto, inhalación), propiedades físicas, y cantidad  y concentración de producto que alcanza en el organismo. 
Según la vía de exposición: 
1. Ingestión: las mucosas son las primeras afectadas por la ingestión de lejía y principalmente se verán afectadas las mucosas de la boca, faringe y esófago, y en consecuencia se verá afectado el resto del sistema digestivo. La ingesta de pequeñas cantidades va a producir irritación leve de la faringe y esófago, y rara vez va a causar gastritis (pequeñas cantidades pueden ser neutralizadas por el pH ácido estomacal). La ingesta de grandes cantidades puede provocar disfagia (dificultad para tragar), salivación, dolor localizado en los tejidos afectados, náuseas y epigastralgias (dolor en zona superior del estómago).[3] La perforación, ya sea gástrica como esofágica, se produce en raras ocasiones, pero cuando ocurre se producen efectos sistémicos por la absorción del hipoclorito, dando acidosis metabólica, hipernatremia e hipercloremia agitación, delirio, convulsiones, coma…[11]
2. Exposición dental: el hipoclorito de sodio es usado por dentistas para limpiar conductos radiculares, y es seguro siempre que el hipoclorito permanezca dentro del conducto. Las extrusiones en el área periapical pueden provocar dolor severo con hinchazón y hemorragias localizadas, grandes y difusas.[12]
3. Inhalación: las mucosas más afectadas serán las del sistema respiratorio.[2] Inhalar altas concentraciones (en un espacio reducido sin ventilación) puede provocar disfonía (pérdida del timbre normal de voz por lesión en la laringe), dificultad respiratoria, tos, disnea, traqueobronquitis y edema agudo de pulmón. Inhalar concentraciones menores va a producir daños menores, como fenómenos irritativos en las vías respiratorias altas.[11][12]
4. Exposición cutánea: cuando este tóxico entra en contacto con la piel, puede causar irritación cutánea o hipersensibilidad dérmica. Estas irritaciones pueden apreciarse de manera inmediata o de manera retardada. Una exposición cutánea a altas concentraciones, puede llegar a producir quemaduras químicas en la piel con bastante gravedad.[14]
5. Exposición ocular: por lo general este tipo de exposición, va a generar lesiones leves. Lo más característico son las lesiones corneales, debido a una alteración superficial de su epitelio que generará molestias que van acompañadas de ardor. Es una recuperación bastante rápida (entre 1 o 2 días). Sin embargo, si las soluciones están muy concentradas, sí que pueden causar una irritación ocular de mayor gravedad.[12]
6. Toxicidad hematológica: el hipoclorito sódico es capaz de descomponerse en agua y en ácido hipocloroso cuando se junta con el plasma. El ácido hipocloroso, induce a la hemólisis, porque modifica las proteínas de la membrana. Esta reacción es muy rápida, por tanto, es capaz de producir esta hemólisis en menos de 1 minuto.[1]
7. Toxicidad renal: no se ha descrito una toxicidad directa en el riñón tras la ingestión de lejía, sin embargo, sí hay que tener presente un posible daño renal si se observan quemaduras esofágicas.[1]

### Diagnóstico
El diagnóstico se realiza sobre un historial detallado, en el que podemos encontrar distintos datos de la intoxicación como:
- Detalles del producto específico por el que se ha producido la intoxicación.
- La concentración de hipoclorito sódico que contenía dicho producto.
- La cantidad que ha producido la intoxicación.

Estos son algunos detalles que se necesitan para poder realizar un buen diagnóstico, otros pueden ser pistas que ayuden a ello como el olor del cloro tan particular y tan fácil de detectar. 
Hay una serie de pruebas a realizar para detectar una intoxicación por lejía:
- Hemograma: evalúa los distintos parámetros sanguíneos como glóbulos rojos, glóbulos blancos, factores de coagulación y plaquetas.
- pH del producto ingerido y de la saliva (el normal se encuentra entre 6 y 7).
- Radiografía de la zona del abdomen: esta prueba permite observar si se ha producido alguna perforación.
- Pruebas de la urea y de la creatinina en sangre para poder descartar una insuficiencia renal secundaria.
- Endoscopia: prueba de mayor utilidad en este tipo de intoxicación, pues podemos valorar las extensión de las lesiones, realizar un pronóstico más acertado y podemos deducir el protocolo terapéutico a seguir.

El tiempo es clave para realizar esta prueba, pues se debe hacer antes de que se produzcan 48 horas de la ingesta.
Es muy importante realizarla sobre todo en casos en que existan lesiones en la boca y el paciente haya vomitado.
Tras obtener los resultados de las pruebas, se pueden clasificar las lesiones en función de la gravedad:
- Grado 0. Exploración normal, por tanto, no se han detectado lesiones
- Grado 1. Eritema (enrojecimiento de la piel que se produce cuando aumenta la sangre de los capilares) y edema de la mucosa (hinchazón que se produce por la acumulación de líquidos)
- Grado 2A. Ulceración superficial localizada, friabilidad (es la facilidad de desmenuzarse) y ampollas
- Grado 2B. Ulceración circunferencial
- Grado 3. Ulceraciones múltiples y extensas áreas de necrosis

### Intoxicación infantil
Según el Grupo de Trabajo de Intoxicaciones de la Sociedad Española de Urgencias de Pediatría de la AEP, las intoxicaciones infantiles son producidas en primer lugar por fármacos y el segundo lugar lo ocupan los productos del hogar (28,9% de las intoxicaciones), siendo la lejía el agente predominante.
Las intoxicaciones por productos del hogar se producían de manera accidental (70-80% de los casos) en niños menores de 5 años, cursando la mayoría de las veces de forma asintomática y sin requerir intervención terapéutica. En un 10% las intoxicaciones se producían por errores de dosificación, y en un 9,8% se producían de manera voluntaria en niños mayores de 12 años con fines suicidas. Estas últimas son las intoxicaciones más graves, y normalmente ocurrían en mujeres.

### Tratamiento
Los tratamientos son específicos para cada tipo de intoxicación y dependen de la gravedad de la misma.
- Si los daños están en la piel o en los ojos, se lavará la zona afectada con suero fisiológico o agua. La duración del lavado debe rondar los 15 minutos.
- Si los síntomas se encuentran en el aparato respiratorio, se debe aplicar oxigenoterapia, corticoides, mucolíticos, broncodilatadores…
- Si la intoxicación es producida por cantidades pequeñas, se va a diluir con agua, leche o leche albuminosa. El objetivo de esta dilución es que se produzca una solución proteica concentrada, que sea capaz de neutralizar la lejía ingerida, al ser capaz de producir un tampón y actuar como protector de la mucosa gástrica y esofágica.
- Si, en cambio, la intoxicación es producida por cantidades muy grandes, se debe administrar leche albuminosa (cuyo mecanismo de acción ya se ha explicado en las intoxicaciones de cantidades pequeñas), protección mediante antibióticos, corticoides (aunque este solo debe administrarse si se produce un edema en la faringe o en la glotis). Una intoxicación por grandes cantidades de lejía sí que requiere una hospitalización, pues debe ser controlada por un profesional.

Hay muchas posibilidades de recuperación si se le aplica el tratamiento apropiado y lo más rápido posible. Sin embargo, si el tratamiento no es el oportuno para el tipo de intoxicación que se ha producido o se tarda demasiado tiempo en aplicarlo después de su ingestión, lo más probables es que se presenten daños graves en la boca, garganta, esófago… pudiendo causar daños en distintos órganos corporales.

### Contraindicaciones
- No se debe neutralizar con ácidos débiles, debido a que las lesiones pueden agravarse al producirse una reacción exotérmica.[11]
- No debe hacerse un lavado gástrico, al igual que no se debe inducir el vómito, pues esto empeoraría la situación del paciente, debido a que se debe evitar que el tóxico entre en contacto otra vez con la mucosa esofágica.[14]
- En grandes ingestas de este tóxico, hay que tener en cuenta la relación riesgo-beneficio, debido a que una aspiración pulmonar, puede llegar a producir una neumonitis química, por tanto, es preferible hacer una aspiración gástrica con una protección a la vía aérea.[11]
- Está totalmente contraindicado en una intoxicación por lejía el carbón activo. Esto se debe, a que el carbón activo no absorbe sustancias cáusticas y además, esto impide la visualización en una endoscopia.[3]